# Джузепе Сарагат
Джузѐпе Сарага̀т (на италиански: Giuseppe Saragat) е италиански политик, 5-и президент на Италия от 29 декември 1964 г. до 29 декември 1971 г.